# Матија Биното
Матија Биното (Лозана, 3. новембар 1969) је италијански инжењер рођен у Швајцарској и шеф тима Скудерија Ферари у Формули 1. Именован је на ту улогу 7. јануара 2019. заменивши Мауриција Аривабенеа.

## Биографија
Његови родитељи су Италијани.
Биното је дипломирао машинство на Икол политехник федерал де Лаузан 1994. године, а затим магистрирао инжењерство моторних возила на Универзитету Модена и Ређо Емилија. Године 1995. придружио се Скудерији Ферари у одељењу мотора. Био је део тима током успешних раних 2000-их. 
Године 2013. постао је шеф одељења за моторе, пре него што је у јулу 2016. постао главни технички директор (CTO) Ферарија, заменивши Џејмса Елисона. Током Бинотове две године као CTO, Ферари се још једном такмичио за редовне победе у тркама. 
Промовисан је у директора тима 2019. заменивши Мауриција Аривабенеа.